# Demeclociclina
La  demeclociclina è un antibiotico tetraciclinico, ad azione batteriostatica, isolato da un ceppo mutante di Streptomyces aureofaciens.
In Italia è stato venduta fino al 1988 dalla società farmaceutica Wyeth Lederle S.p.A. con il nome commerciale di Ledermicina nella forma farmaceutica di compresse contenenti 300 mg di principio attivo.

## Chimica
La molecola si presenta come una polvere giallastra, scarsamente solubile in acqua e alcoli,  praticamente insolubile nell'acetone e nel cloroformio. Il composto si scioglie invece con facilità in soluzioni di acido cloridrico ed in soluzioni alcaline.

## Farmacodinamica
Demeclociclina, così come altre tetracicline, è dotata di attività prevalentemente batteriostatica. Il farmaco esercita il suo effetto antimicrobico tramite inibizione della sintesi proteica. Agisce infatti inibendo il trasporto degli aminoacidi dall'aminoacil-t-RNA ai ribosomi impedendo il legame con la subunità 30S. Si viene così ad impedire la formazione della catena peptidica e pertanto la sintesi delle proteine.
Le tetracicline, compreso demeclociclina, hanno uno spettro d'azione simile che comprende un'ampia gamma di germi Gram-positivi e Gram-negativi. Tra i germi sensibili gram positivi si segnalano: Bacillus anthracis, Listeria monocytogenes, Staphylococcus aureus, Streptococcus pneumoniae. Tra i batteri gram negativi: Bartonella bacilliformis, varie specie del genere Brucella, Haemophilus influenzae, Haemophilus ducreyi, Campylobacter fetus, Neisseria gonorrhoeae, Francisella tularensis, Vibrio cholerae, Yersinia pestis.

### Resistenza
La comparsa di resistenza alle tetracicline può essere mediata da diversi meccanismi comprendenti una alterazione del sito bersaglio delle tetracicline, un'inattivazione da produzione di enzimi inattivanti, una ridotta permeabilità batterica alla tetraciclina, oppure un aumentato efflusso attivo che induce l'uscita della tetraciclina dalla cellula mediante pompe attive.
In molti casi si verifica una combinazione di questi meccanismi.

## Farmacocinetica
L'assorbimento di demeclociclina è più lento di quello di altre tetracicline.
A seguito di assunzione di una dose per via orale la molecola viene ben assorbita dal tratto gastroenterico. La concentrazione plasmatica massima (Cmax) viene raggiunta dopo circa 4 ore.
La biodisponibilità di demeclociciclina è compresa tra il 60 e 80%. L'assorbimento tuttavia può essere ampiamente ridotto (spesso nella misura di oltre il 50%) quando la tetraciclina viene somministrata con un pasto che comprende prodotti lattiero-caseari, o in associazione ad antiacidi contenenti alluminio, calcio o magnesio.
L'emivita plasmatica della molecola varia tra le 10 e le 16 ore, sebbene possa essere prolungata nei soggetti affetti da insufficienza renale.
Demeclociclina penetra facilmente in diversi fluidi e tessuti corporei. La molecola si lega alle proteine plasmatiche per il 40-50 % circa.
Il composto, come altre tetracicline, si concentra nel fegato e viene escreto nella bile dove si trova in concentrazioni decisamente superiori a quelle del sangue.
La clearance renale di demeclociclina è circa la metà di quella della tetraciclina. Dopo l'assunzione in volontari sani di una singola dose di 150 mg di demeclociclina cloridrato, il 44 % circa viene escreto tramite l'emuntorio renale la quota rimanente viene escreta nelle feci come farmaco attivo, entro 96 ore dall'ingestione.

## Usi clinici
Viene utilizzato come terapia contro infezioni di vario tipo in sostituzione della penicillina quando essa è controindicata. 
In particolare vi si può ricorrere in caso di patologie quali febbre delle Montagne Rocciose, febbre tifoide, febbre Q, febbre da zecche causate da rickettsie, infezioni del tratto respiratorio causate da Mycoplasma pneumoniae, psittacosi da Chlamydia psittaci, congiuntiviti e tracoma da Chlamydia trachomatis, uretriti non gonococciche, negli adulti, causate da Ureaplasma urealyticum e Chlamydia trachomatis, colera, brucellosi causate da alcune specie di Brucella (spesso in combinazione con streptomicina).

### Uso nella sindrome da inappropriata secrezione di ADH
Demeclociclina è ampiamente utilizzata (anche se off-label in molti paesi) nel trattamento della iponatriemia (bassa concentrazione di sodio nel sangue) associata a sindrome da inappropriata secrezione di ormone antidiuretico (SIADH), quando la sola restrizione di liquidi è risultata inefficace.

La molecola, come anche il litio, antagonizza la capacità di risposta delle cellule tubulari renali all'ADH, probabilmente bloccando il legame dell'ormone con il suo recettore.
Demeclociclina può quindi indurre diabete insipido, e la sua attività sul tubulo renale si è dimostrata decisamente superiore a quella del litio.

## Controindicazioni
Demeclociclina è controindicata nei soggetti che presentano ipersensibilità nota al principio attivo, ad altre tetracicline, oppure ad uno qualsiasi degli eccipienti utilizzati nella formulazione farmacologica. Il farmaco è inoltre controindicato nelle donne in stato di gravidanza.
Come tutte le altre molecole della classe delle tetracicline, Demeclociclina si concentra nel tessuto osseo in formazione e in maniera particolare nei denti in crescita, conferendogli una colorazione grigiastra per il resto della vita; per questo è controindicata in età pediatrica e prepubere.

## Effetti collaterali
Fra gli effetti collaterali più frequenti si riscontrano disturbi di tipo gastrointestinale (perdita di appetito, nausea, vomito, diarrea, glossite, disfagia, pancreatite), disturbi cutanei (rash cutaneo, eritema multiforme, reazioni da fotosensitività, dermatite esfoliativa, sindrome di Stevens-Johnson).
In alcuni pazienti si possono verificare disturbi da ipersensibilità quali orticaria, edema angioneurotico, poliartralgia, anafilassi ed esacerbazione di lupus eritematoso sistemico.